# 科氏歐雅魚
科氏歐雅魚（學名：Squalius kottelati）為輻鰭魚綱鯉形目雅羅魚科的其中一種，被IUCN列為瀕危保育類動物，分布於亞洲土耳其傑伊漢河和奧龍特斯河流域，為特有種，體長可達32.5公分，生活習性不明。